# Karnivool
Karnivool — австралийская рок-группа, образованная в городе Перт в 1997 году. Музыкальный стиль группы сочетает в себе элементы прогрессивного рока и альтернативного рока/метала. К данному моменту группа выпустила три студийных альбома.

## История

### 1997-2003: Ранние годы
Karnivool сформировались из школьной группы, образованной в 1997 году в Перте, Западная Австралия. На местных вечеринках группа играла кавер-версии песен Nirvana и Carcass, а также оригинальный материал. К 1998 году Иэн Кенни оставил в сет-листе только собственные песни, выгнал всех первоначальных участников и официально дал коллективу название "Karnivool", образовавшееся из-за местного шуточного описания оригинального состава как "кучки клоунов".
С 1997 по 2004 группа прошла через несколько смен составов. В 1998 году группа включала Кенни (вокал), Эндрю Годдарда (гитара), Эндрю Брауна (бас-гитара) и Бретта МакКензи (барабаны). В 2000 Браун был заменен на Джона Стокмана, а чуть позже МакКензи - на Рэя Хокинга. Марк Хоскинг присоединился к группе в качестве ритм-гитариста в 2003 году, а в конце 2004 года Стив Джадд заменил Хокинга. Таким образом, в 2004 году сформировался стабильный состав Karnivool.
В 1998 году группа выпустила одноименный дебютный EP, Karnivool, состоящий из 4 треков: "Fool Me", "Konkrete Seed", "Box" и "Some More of the Same". Данный EP не привлёк значимого внимания - во многих магазинах и архивах дебютной работой значится второй EP группы, Persona, вышедший в марте 2001 года. Persona состоит из 4 новых песен и переиздания "Some More of the Same" из дебютного EP.
После выхода Persona группа выиграла Западноавстралийский финал Национального соревнования кампусных групп, и участвовала в Национальном финале, проходившем в Хобарте (Тасмания).
В октябре 2001 года группа была выбрана разогревом для Rollins Band, но из-за банкротства авиакомпании Ansett Australia Генри Роллинз и его группа были вынуждены отменить концерт в Перте. В конце 2001 года Karnivool отыграли на разогреве у Fear Factory.

### 2004-2007: Themata
Годдард написал песни для первого альбома Kanivool, Themata, и рассказывал, что впервые они были сыграны группой вместе уже после того, как альбом был записан. Помимо написания песен, Годдард записал гитарные партии, а также партии ударных на все песни кроме "L1fel1ke", так как к тому моменту Джадд ещё не успел присоединиться к группе. Альбом Themata был выпущен независимо 7 февраля 2005 года и распространялся через MGM Distribution. 23 августа 2006 года Karnivool подписали контракт с американским инди-лейблом Bieler Bros. Records. В США альбом был выпущен 10 апреля 2007 года, в Великобритании - 7 мая 2007 года. После успеха Themata группа также перевыпустила EP Persona 12 декабря 2007 года.
Вскоре после выпуска Themata группа отыграла тур 'Homeland Security Tour', а в конце 2007 года - 'Great American Rampage Tour' по Северной Америке. В это же время Karnivool выпустили кавер-версию песни Gotye "The Only Way" для его альбома Mixed Blood, а Годдард и Стокман также приняли участие в записи заглавной песни альбома Hold Your Colour австралийской группы Pendulum.

### 2008-2010:Sound Awake
После тура по США Karnivool вернулись в Австралию в 2008 и начали писать второй альбом. Годдард заявлял, что новый альбом будет большим шагом вперед по сравнению с Themata, а Стокман говорил, что процесс написания материала был более совместным, нежели раньше. Группа стремилась написать альбом с естественным звуком, меньше фокусируясь на мелких деталях. Sound Awake, как и Themata, был спродюсирован и сведён Форрестером Сэвеллом.
Karnivool продолжили давать концерты в Австралии, включая выступления на крупных фестивалях, таких как Big Day Out, Pyramid Rock Festival, Southbound и Homebake. На концертах тура Aeons Tour группа играла новые песни "Goliath", "Deadman", "All I Know" and "New Day". На фестивале Homebake впервые была сыграна песня "Set Fire to the Hive", ставшая первым синглом с Sound Awake. Новые песни были восприняты как "более взрослые", но похожие на предыдущий материал группы.
26 апреля 2009 года вышел клип на сингл "Set Fire to the Hive", 9 мая сингл добрался до 11 места в топ-20 австралийского чарта AIR. Второй студийный альбом Karnivool, Sound Awake, вышел 5 июня 2009 года и дебютировал на 2 строчке чарта альбомов ARIA и на 1 строчке чарта AIR. В октябре 2009 года альбом получил золотой статус в Австралии.
В поддержку Sound Awake группа отыграла туры по Австралии, Новой Зеландии, США и Великобритании. 9 ноября 2009 года Karnivool опубликовали клип на второй сингл, "All I Know".
16 февраля 2010 года Sound Awake был выпущен на территории США и Канады лейблом Sony Music/RED Distribution. В поддержку релиза группа отправилась в совместный с Fair to Midland хэдлайн-тур по США.
После успешных туров по США и Европе, Karnivool вернулись в Австралию и анонсировали тур 'New Day Tour'. Два концерта в Мельбурне и концерт с Сиднее были быстро распроданы целиком, после чего были анонсированы дополнительные даты концертов в Мельбурне, Сиднее, Брисбене и Перте. После этого группа временно прервала концертную деятельность, чтобы Кенни мог поработать со своим вторым коллективом, Birds of Tokyo, однако, уже в декабре 2010 Karnivool продолжили давать концерты.
Благодаря интернету группа обрела известность в Индии и в 2010 году дала в Мумбаи свой первый концерт, который посетило порядка 10 тысяч человек.

### 2011-2018:Asymmetry
В марте 2011 года Karnivool анонсировали три концерта в Западной Австралии, которые будут последними в поддержку Sound Awake. Во время этих шоу была сыграна новая песня "The Refusal", а Годдард сообщил, что группа приступила к работе над третьим студийным альбомом. Тур продолжился по всей Австралии, а в декабре 2011 года группа отыграла на фестивале Mood Indigo в Индии.
12 марта 2012 года был анонсирован австралийский тур "Melodias Frescas" и группа подтвердила, что на концертах будет сыгран новый материал. В рамках тура группа дала 16 солдаут-концертов.
В ноябре 2012 года группа вернулась с концертами в Индию и анонсировала, что приступила к записи альбома на студии 301 в Байрон-Бей. В декабре 2012 Karnivool отправились в тур по Австралии, в том числе отыграв в Вуллонгонге и Сиднее перед фестивалем Pyramid Festival в Канун Нового года.
В апреле 2013 года группа сообщила, что её третий студийный альбом находится на стадии сведения под руководством продюсера Ника Дидиа.
19 мая 2013 года песня "The Refusal" дебютировала на австралийском радио Triple J, а на следующий день стала доступна для бесплатного скачивания на сайте радиостанции. Первое в 2013 году выступление в Австралии 2 июня на фестивале "State of the Art" рекламировалось с указанием того, что "мировая премьера нового сингла" состоится на этом концерте.
14 июня 2013 года состоялась премьера клипа на песню "We Are", также группа анонсировала название нового альбома, обложку, треклист и дату выхода Asymmetry. Премьера песни состоялась в программе "Doctor" на радиостанции Triple J, где один из ведущих привел слова Кенни: "Asymmetry (англ. "асимметрия") действительно отражает то, что мы делаем в музыкальном плане как группа. Свет и тьму. Исследование. Иногда мы заходим слишком далеко и теряемся, нам приходится возвращаться назад и найти ровно то, чего мы хотим добиться."
В разговоре с Саймоном Коллинзом из газеты The West Australian Годдард рассказал, что процесс записи дается группе нелегко, и, несмотря на попытки сократить разрыв между выходом альбомов, группа выпустила три альбома за 15 лет.
Asymmetry вышел 19 июля 2013 года, для релиза на территории США был заключен контракт с Density Records. Альбом дебютировал на 1 строчке чарта ARIA и был удостоен награды ARIA Music Awards как Лучший хард-рок/метал альбом года. В поддержку альбома группа отыграла австралийский тур в январе 2014 года с группами Dead Letter Circus и sleepmakeswaves.
В январе 2015 года группа сыграла на 3 фестивалях в Индии. После этого Karnivool отправились 
в свой самый масштабный хэдлайн-тур по Великобритании и Европе в марте-апреле 2015 года с английской группой Monuments в качестве разогрева. В марте 2015 года был анонсирован австралийский тур 'Themata Decade Tour', приуроченный к 10-летнему юбилею дебютного альбома группы.

### 2019-настоящее время: четвертый студийный альбом
В мае 2019 года Karnivool объявили о начале работы над четвертым студийным альбомом. В феврале 2020 года был анонсирован апрельский тур к 10-летию Sound Awake, который впоследствии был перенесен на март 2021 года из-за пандемии COVID-19. Однако все даты за пределами Западной Австралии были отменены в феврале 2021 года, вместо посещения концертов вживую было предложено посмотреть онлайн-стримы неотмененных концертов.
10 декабря 2021 года вышел сингл "All It Takes", спродюсированный Форрестом Сэвеллом - первая запись группы со времен выхода Asymmetry. В 2022 году группа отыграла в качестве хэдлайнера на фестивале Monolith Festival в Австралии вместе с Cog при поддержке таких групп как Ocean Grove, Plini, sleepmakeswaves, Reliqa и Yomi Ship.

## Состав
Текущий состав
- Иэн Кенни (Ian Kenny) – вокал (с 1997)
- Дрю Годдард (Drew Goddard) – гитара, бэк-вокал (с 1998)
- Джон Стокман (Jon Stockman) – бас-гитара (с 2000)
- Марк Хоскинг (Mark Hosking) – гитара, бэк-вокал (с 2003)
- Стив Джадд (Steve Judd) – ударные (с 2004)

Бывшие участники
- Эндрю Браун (Andrew Brown) – бас-гитара (1998–2000)
- Бретт МакКензи (Brett McKenzie) – ударные (1998–2000)
- Рэй Хокинг (Ray Hawking) – ударные (2000–2004)

## Дискография

### Альбомы
| Название    | Описание                                                                                    | Позиция в чартах | Позиция в чартах | Позиция в чартах | Позиция в чартах | Позиция в чартах | Сертификация       |
| Название    | Описание                                                                                    | AUS              | FIN              | GER              | NZ               | SWI              | Сертификация       |
| ----------- | ------------------------------------------------------------------------------------------- | ---------------- | ---------------- | ---------------- | ---------------- | ---------------- | ------------------ |
| Themata     | - Дата выхода: 7 феварля 2005 - Лейбл: Bieler Bros. /MGM(KARN001) - Формат: CD              | 41               | —                | —                | —                | —                | - ARIA: Платиновый |
| Sound Awake | - Дата выхода: 5 июня 2009 - Лейбл: Cymatic/Sony Music Australia (KARN004) - Формат: CD, DD | 2                | —                | —                | —                | —                | - ARIA: Золотой    |
| Asymmetry   | - Дата выхода: 19 июля 2013 - Лейбл: Density/Cymatic/Sony (KARN006) - Формат: CD, DD, LP    | 1                | 37               | 44               | 32               | 45               | - ARIA: Золотой    |

### EP
| Название  | Описание                                                            |
| --------- | ------------------------------------------------------------------- |
| Karnivool | - Дата выхода: 1999 - Лейбл: Karnivool - Формат: CD                 |
| Persona   | - Дата выхода: март 2001 - Лейбл: Sic Squared (Sic003) - Формат: CD |

### Синглы
| Название               | Год  | Альбом                              |
| ---------------------- | ---- | ----------------------------------- |
| "L1fel1ke"             | 2002 | Themata                             |
| "Roquefort"            | 2005 | Themata                             |
| "Themata"              | 2005 | Themata                             |
| "Set Fire to the Hive" | 2009 | Sound Awake                         |
| "All I Know"           | 2010 | Sound Awake                         |
| "We Are"               | 2013 | Asymmetry                           |
| "Eidolon"              | 2013 | Asymmetry                           |
| "All It Takes"         | 2021 | предстоящий неанонсированный альбом |

## Награды и достижения

### AIR Awards
| Год  | Номинируемая работа | Категория                                 | Результат |
| ---- | ------------------- | ----------------------------------------- | --------- |
| 2006 | Persona             | Самый успешный независимый сингл/EP       | Номинация |
| 2006 | Группа              | Самый выдающийся новый независимый артист | Номинация |

### APRA Awards
| Год  | Номинируемая работа    | Категория  | Результат    |        |
| ---- | ---------------------- | ---------- | ------------ | ------ |
| 2010 | "All I Know"           | Песня года | В шорт-листе | [ 51 ] |
| 2010 | "Set Fire to the Hive" | Песня года | В шорт-листе | [ 51 ] |
| 2014 | "We Are"               | Песня года | В шорт-листе | [ 52 ] |

### ARIA Music Awards
| Год  | Номинируемая работа                                       | Категория                              | Результат |
| ---- | --------------------------------------------------------- | -------------------------------------- | --------- |
| 2009 | Форрестер Сэвелл (Forrester Savell) за альбом Sound Awake | Продюсер года                          | Номинация |
| 2013 | Asymmetry                                                 | Лучший хард-рок/хэви метал альбом      | Победа    |
| 2013 | Asymmetry Tour                                            | Лучшая австралийская концертная группа | Номинация |

### J Award
| Год  | Номинируемая работа | Категория                 | Результат |
| ---- | ------------------- | ------------------------- | --------- |
| 2009 | Sound Awake         | Австралийский альбом года | Номинация |
| 2013 | Asymmetry           | Австралийский альбом года | Номинация |

### National Live Music Awards
| Год  | Номинируемая работа | Категория                  | Результат |
| ---- | ------------------- | -------------------------- | --------- |
| 2016 | Стив Джадд          | Концертный барабанщик года | Номинация |

### West Australian Music Industry Awards
| Год  | Номинируемая работа | Категория                                               | Результат (только победы) |
| ---- | ------------------- | ------------------------------------------------------- | ------------------------- |
| 2001 | Karnivool           | Самая популярная оригинальная метал-группа              | Победа                    |
| 2002 | Karnivool           | Самая популярная местная оригинальная метал-группа      | Победа                    |
| 2003 | Karnivool           | Самая популярная местная оригинальная концертная группа | Победа                    |
| 2003 | Karnivool           | Самая популярная местная оригинальная рок группа        | Победа                    |
| 2005 | Karnivool           | Лучшая хард-рок/метал группа                            | Победа                    |
| 2006 | Karnivool           | Лучшая хард-рок/метал группа                            | Победа                    |
| 2006 | Дрю Годдард         | Лучший гитарист                                         | Победа                    |
| 2007 | Karnivool           | Самый популярный исполнитель                            | Победа                    |
| 2007 | Karnivool           | Самый популярный концертный исполнитель                 | Победа                    |
| 2007 | Karnivool           | Лучшая хард-рок группа                                  | Победа                    |
| 2007 | Иэн Кенни           | Лучший мужской вокалист                                 | Победа                    |
| 2007 | Эндрю Годдард       | Лучший гитарист                                         | Победа                    |
| 2008 | Karnivool           | Самый популярный концертный исполнитель                 | Победа                    |
| 2008 | Karnivool           | Лучшая хард-рок/метал группа                            | Победа                    |
| 2010 | Karnivool           | Самый популярный концертный исполнитель                 | Победа                    |
| 2010 | Sound Awake         | Самый популярный альбом                                 | Победа                    |
| 2013 | Karnivool           | Лучшая метал/хэви группа                                | Победа                    |